# Herbrechtingen
Herbrechtingen – miasto w Niemczech, w kraju związkowym Badenia-Wirtembergia, w rejencji Stuttgart, w regionie Ostwürttemberg, w powiecie Heidenheim. Leży w Jurze Szwabskiej, nad rzeką Brenz, ok. 5 km na południe od Heidenheim an der Brenz, przy granicy z Bawarią. Przez miasto przebiega droga krajowa B19 i autostrada A7.
W Herbrechtingen urodził się Albrecht Unsöld, niemiecki astrofizyk.